# Nibelungenstrophe
Die Nibelungenstrophe ist die Form des metrischen und melodischen Baus der Verse im mittelhochdeutschen Nibelungenlied. Dessen Strophen sind aus vier paarweise gereimten Langzeilen aufgebaut, die jeweils aus Anvers (je nach Sichtweise drei oder vier Takte) und Abvers (in den ersten drei Versen drei Takte, im vierten Vers vier Takte) bestehen. Die Nibelungenstrophe ist im Wesentlichen identisch mit der Kürenberger-Strophe (siehe Der von Kürenberg).
Der Anvers hat immer eine feste Zahl von Hebungen. Von manchen Autoren wird er als dreihebig mit weiblicher Kadenz beschrieben. Bevorzugt wird in der Forschung jedoch die Beschreibung als vierhebig mit klingender Kadenz. Die Anverse enden fast immer weiblich klingend, das heißt auf die letzte betonte Silbe folgt noch eine Silbe mit einer Nebenhebung (máerèn), sehr selten kann hier auch eine männliche Kadenz (letzte Silbe betont) stehen.
Der Abvers hat in den ersten drei Verszeilen drei Hebungen. Im vierten Vers hat der Abvers wie der Anvers vier Hebungen. Durch den zusätzlichen vierten Takt im Abvers der letzten Langzeile wird die Strophe als Sinneinheit der Dichtung betont, wirkt stark abgeschlossen. Die Abverse enden meist männlich (also auf einer betonten Silbe). Bei der Gestaltung der Innentakte und Auftakte (Verstakte am Anfang des Verses außerhalb des eigentlichen Metrums) herrscht weitgehende Füllungsfreiheit, wobei eine leichte Neigung zum Alternieren, also zum regelmäßigen Wechsel zwischen betonten und unbetonten Silben zu beobachten ist.
Somit lautet das Strophenschema:
(◡) | x́x | x́x | ─́  | x̀^     (◡) | x́x | x́x |  x́^ | ^

(◡) | x́x | x́x | ─́  | x̀^     (◡) | x́x | x́x |  x́^ | ^

(◡) | x́x | x́x | ─́  | x̀^     (◡) | x́x | x́x |  x́^ | ^

(◡) | x́x | x́x | ─́  | x̀^     (◡) | x́x | ─́  | x̀x | x́
Die erste Strophe des Nibelungenlieds lautet in der Handschrift B:
[Ez wuohs] En Bvrgonden      ein vil edel magedîn

daz in allen landen      niht schoners mohte sîn

Chriemhilt geheizen      si wart ein scœne wîp

dar vmbe mvosen degene      vil verliesen den lîp.
In der Handschrift C findet sich davor eine Einleitungsstrophe, die sicher ein jüngerer Zusatz ist und kaum auf den Dichter des „originalen“ Nibelungenliedes zurückgeht:
Uns ist in alten mæren      wnders vil geseit

von heleden lobebæren,      von grôzer arebeit,

von frevde vn– hôchgecîten,      von weinen vn– [von] klagen,

von kvner recken strîten      mvget ir nv wnder horen sagen.
Als Besonderheit reimen in dieser ersten Strophe auch die Enden der Anverse paarweise miteinander.
Die letzte Strophe 2379 des Nibelungenlieds lautet in einer Edition der Handschrift B:
Ine chan iv niht bescheiden      waz sider dâ geschach

wan ritter vnd vrowen      weinen man da sach

dar zv di edeln knehte      ir lieben frivnde tôt

dâ hât daz mære ein ende      diz ist der Nibelvnge <nôt> 
Die Melodie zur Nibelungenstrophe ist nicht erhalten. Es wurden jedoch unterschiedliche Versuche unternommen, sie aus zwei spätmittelalterlichen Dichtungen, die eine mit dem Nibelungenlied metrisch nahezu identische Struktur aufweisen, zu rekonstruieren (zum einen aus dem Jüngeren Hildebrandslied, zum anderen aus der Trier-Alsfelder Marienklage). Auf der Grundlage dieser beiden voneinander abweichenden Melodie-Rekonstruktionen hat man sich in jüngerer Zeit an Teilaufführungen des Nibelungenlieds gewagt.